# Cú lợn đồng cỏ châu Phi
Cú lợn đồng cỏ châu Phi (danh pháp hai phần: Tyto capensis) là một loài cú lợn thuộc Họ Cú lợn (Tytonidae). Con chim trưởng thành có kích thước cánh: 273–348 mm; đuôi: 114–125 mm; giò: 86–94 mm; mỏ: khoảng 36 mm. Đĩa mặt trắng óng ánh hay hơi hung hồng, trước mắt có vệt nâu đen thẫm. Vòng cổ trắng nhưng hơi phớt hung, ở phần lớn cá thể, mút lông viền nâu thẫm. Mặt lưng nâu thẫm, mép và phần gốc các lông hung vàng, gần mút lông có điểm trắng nhỏ. Lông cánh hung nâu có vằn rộng, mép ngoài và mút lông nâu. Đuôi hung vàng rất nhạt có bốn vằn ngang nâu. Mặt bụng trắng phớt hung vàng, nhất là ở ngực, các lông có điểm nhỏ màu nâu trừ phần trước cổ, dưới đuôi và đùi. Mắt nâu, mỏ trắng bợt hơi hồng, da gốc mỏ hồng nhạt, chân nâu hồng hay nâu đen nhạt.
Nó được tìm thấy tại Angola, Burundi, Cameroon, Cộng hòa Congo, Cộng hòa Dân chủ Congo, Ethiopia, Kenya, Lesotho, Malawi, Mozambique, Rwanda, Nam Phi, Swaziland, Tanzania, Uganda, Zambia và Zimbabwe.